# Liste der estnischen Botschafter in Finnland
Diese Liste enthält eine Übersicht über die estnischen Botschafter in Finnland.
| Ernennung/ Akkreditierung | Name                | ernannt von          | akkreditiert unter der Regierung | Posten verlassen |
| ------------------------- | ------------------- | -------------------- | -------------------------------- | ---------------- |
| 1918                      | Oskar Kallas        | Konstantin Päts      | Kaarlo Juho Ståhlberg            | 1922             |
| 1922                      | Friedrich Karl Akel | Juhan Kukk           | Kaarlo Juho Ståhlberg            | 1923             |
| 1923                      | Aleksander Hellat   | Konstantin Päts      | Kaarlo Juho Ståhlberg            | 1931             |
| 1931                      | Hans Rebane         | Konstantin Päts      | Pehr Evind Svinhufvud            | 1937             |
| 1937                      | Rudolf Möllerson    | Konstantin Päts      | Kyösti Kallio                    | 1939             |
| 1939                      | Aleksander Warma    | Konstantin Päts      | Kyösti Kallio                    | 1940             |
| 1992                      | Lennart Meri        | Heinrich Mark        | Mauno Koivisto                   | 1992             |
| 1993                      | Jaak Jõerüüt        | Lennart Meri         | Mauno Koivisto                   | 1997             |
| 1997                      | Mati Vaarmann       | Lennart Meri         | Martti Ahtisaari                 | 2001             |
| 2001                      | Matti Maasikas      | Arnold Rüütel        | Tarja Halonen                    | 2005             |
| 2005                      | Priit Kolbre        | Arnold Rüütel        | Tarja Halonen                    | 2006             |
| 2006                      | Merle Pajula        | Toomas Hendrik Ilves | Tarja Halonen                    | 2010             |
| 2010                      | Mart Tarmak         | Toomas Hendrik Ilves | Sauli Niinistö                   | 2014             |
| 2014                      | Margus Laidre       | Toomas Hendrik Ilves | Sauli Niinistö                   | 2018             |
| 2018                      | Harri Tiido         | Kersti Kaljulaid     | Sauli Niinistö                   | 2020             |